# كويزي ذهبي
كويزي ذهبي (الاسم العلمي: Cantharellus aureus) هو نوع من الفطريات يتبع جنس الكويزي من فصيلة الكويزية.